# Серце до серця
«Серце до серця» — благодійна акція Всеукраїнського благодійного фонду «Серце до серця».
Всеукраїнський благодійний фонд «Серце до серця» вже понад 14 років поспіль веде громадську діяльність з метою розвитку волонтерського руху в Україні та проводить щорічні благодійні акції, завданням яких є:
- розвиток волонтерського руху в Україні за принципами  європейських стандартів;
- привернення уваги та повернення довіри громадськості до благодійності шляхом використання прозорої системи звітності;
- виховання відповідальності та формування моральних цінностей у молоді України;
- покращення ситуації із наявністю якісного медичного обладнання у дитячих обласних лікарнях України.

Результатом акцій «Серце до Серця» є близько 100 000 вихованих у дусі відповідальності і безкорисливості волонтерів по Україні та діюче медичне обладнання в обласних дитячих лікарнях з безкоштовним його користуванням громадськістю. Фонд «Серце до Серця» є стабільною  платформою для єднання небайдужих українців, які прагнуть поліпшити країну власними силами.
Тематика акцій змінюється кожного року. 
За 14 років діяльності, було закуплено медичне устаткування на сумму близько 48 млн гривень, яке передали в обласні дитячі лікарні та маленьким українцям.
Культурною ініціативою Всеукраїнського благодійного фонду є щорічний музичний фестиваль «Woodstock Україна». Він організовується з метою віддячити волонтерам «Серце до серця» за  сумлінну працю і відданість добрій справі. Цей проект спрямовано на розвиток  музичної культури, єднання українців різних частин нашої країни, а також, розвиток волонтерського руху в Україні. Фестиваль «Woodstock Ukraine» є відкритим та безкоштовним для усіх відвідувачів.

## Місце проведення
Збір коштів за благодійними акціями проводиться у всіх областях України. Зібрані волонтерами кошти витрачаються для придбання устаткування для обласних дитячих лікарень.

## Керівництво
Сидор Яна Степанівна — Голова Правління Всеукраїнського благодійного фонду «Серце до серця». 
Єжи Конік - Голова наглядової ради. 

## Організатори та партнери
- Міністерство освіти і науки України;
- Міністерство охорони здоров'я України;
- Міністерство молоді та спорту України;
- Міністерство соціальної політики України;
- Міністерство культури України;
- Український державний центр позашкільної освіти;
- Державна соціальна служба для сім'ї, дітей та молоді;
- Державний комітет телебачення і радіомовлення;
- Державний департамент з усиновлення та захисту прав дитини;
- Асоціація дитячих офтальмологів України.

Чималий внесок роблять волонтери з числа учнівської та студентської молоді, членів дитячих і молодіжних громадських організацій, благодійних об'єднань.

## Заходи, що проходять в рамках акції
Щороку благодійна акція проходить у всіх областях України і супроводжується проведенням концертів, вистав, конкурсів за участю учнівської та студентської молоді, членів різних громадських і благодійних об'єднань. Під час проведення благодійної акції проводиться суспільний збір коштів, на які закуповується медичне обладнання для дитячих лікарень. Благодійникам наліплюють логотип фонду — червоне серце.
Також даються лекції та конкурси серед загальноосвітніх, позашкільних, професійно-технічних, вищих навчальних закладів, підприємств організацій та установ, проводяться благодійні концерти і спортивні змагання під час фіналу акції. Хід проведення висвітлюється у засобах масової інформації.

## Динаміка благодійних внесків
| Рік  | Сумма зібраних коштів | Обладнання |
| 2006 | 69 301, 90 грн        | 25 дитячих обласних лікарень отримали медичне обладнання для діагностики слуху у новонароджених.                                         |
| 2007 | 280 317,16 грн        | 25 дитячих обласних лікарень отримали медичне обладнання для діагностики слуху у новонароджених.                                         |
| 2008 | 1 761 677, 73 грн     | 28 дитячих обласних та міських лікарень отримали офтальмологічне обладнання.                                                             |
| 2009 | 2 733 192,39 грн      | 28 дитячих обласних та міських лікарень отримали офтальмологічне обладнання.                                                             |
| 2010 | 3 300 726,57 грн      | 29 дитячих обласних та міських лікарень отримали обладнання для неонатальних відділень.                                                  |
| 2011 | 4 057 168, 19 грн     | 140 дітей, хворих на цукровий діабет отримали інсулінові помпи, 6 ендокринологічних центрів отримали системи моніторингу цукру в крові.  |
| 2012 | 3 960 302, 42 грн     | 209 дітей, хворих на цукровий діабет отримали інсулінові помпи. 5 дитячих лікарень отримали експрес-аналізатори.                         |
| 2013 | 4 347 176, 17 грн     | 25 дитячих обласних лікарень отримали медичне обладнання для діагностики і лікування слуху у дітей. 783 дитини отримали слухові апарати. |
| 2014 | 2 746 228, 35 грн     | 22 дитячі обласні та міські лікарні отримали офтальмологічне обладнання.                                                                 |
| 2015 | 2 208 533, 56 грн     | 21 дитяча обласна лікарня отримала медичне обладнання для реанімаційних відділень.                                                       |
| 2016 | 3 177 437, 11 грн     | 22 дитяча обласна лікарня отримала медичне обладнання для реанімаційних відділень.                                                       |
| 2017 | 3 281 399, 87 грн     | 25 дитячих обласних та міських лікарень отримали офтальмологічне обладнання.                                                             |
| 2018 | 3 875 369, 23 грн     | 25 дитячих обласних лікарень отримали медичне обладнання та слухові апарати для діагностики і лікування слуху у дітей.                   |
| 2019 | 5 494 449, 56 грн     | 25 дитячих лікарень отримали кардіологічне медине обладнання                                                                             |

## Гімн
Гімн акції написаний гуртом «Один подих» та Сашком Ільчишиним.